# 岐陽方秀
岐陽 方秀（きよう/ぎよう ほうしゅう、1361年（康安元年/正平16年）/1362年（康安2年）- 1424年3月3日（応永31年2月3日））は、南北朝時代から室町時代前期の臨済宗の僧である。俗姓は佐伯氏。初名は岐山道秀（生秀とも）。号は不二。

## 経歴・人物
讃岐の生まれ。幼年期に実父が北陸へ亡命したため、実母と共に上洛し祖父から儒学を学ぶ。後に祖父及び母の命により仏の道を開き、剃髪して霊源性浚の門人となる。
その後、周防の長寿寺や生まれ故郷の讃岐の道福寺、鎌倉を行脚し、南部仏教を学んだ。道福寺では住職にもなった。京都に戻った後、性浚からの恩恵により1411年（応永18年）に東福寺の第80世住職となる。また、1418年（応永25年）には天竜寺の第64世住職にもなった。後に南禅寺の第97世や常陸の普門寺の住職にもなるが、病により辞退し、晩年は東福寺の境内にある不二庵（霊雲院）を建立し、隠居した。
書物特に儒学もよくし、『四書集註』に訓点を加えた事で一躍有名となった。また、当時室町幕府の将軍であった足利義持に仕えた学者ともなった。入滅後、隠居した霊雲院に方秀の石像が建てられ、重要無形文化財に制定された。

## 主な著作物

### 主著
- 『碧巌（録）不二抄』
- 『不二和尚遺稿（琴川録）』- 詩文集。全3巻からなる。

### その他の著書
- 『天関中禅師行実』